# 阿塞拜疆國立經濟大學
亞塞拜然國立經濟大學（英語：Azerbaijan State University of Economics，簡稱ADIU）是一所位於阿塞拜疆巴库的公立大學。成立於1930年，是南高加索地區最大的教育機構之一。亞塞拜然國立經濟大學擁有14個學院、約1.6萬名學生，並提供了57個專業的碩士課程，聘用了1000多名老師，其中包括62位教授和344位講師。

## 外部連結
- Azerbaijan State Economic University

40°22′N 49°50′E / 40.37°N 49.83°E